# 他田氏
他田氏（おさだし）とは、日本の氏族のひとつで、神武天皇の皇子神八井耳命を祖とする多氏に属する古代氏族とされる。

## 概要
他田氏の祖は部民制における他田部氏の出で、部民制は7世紀に血縁に基づく氏族制へと変わっていくが、部称は氏族名に転化されて残り、奈良時代の神護景雲2年（768年）に爵2級を与えられた伊那郡の他田舎人千世売（おさだのとねり-ちよめ）や万葉集に防人の歌を残した小県郡の他田舎人大嶋（おさだのとねり-おおしま）など、主に信濃国を中心に他田を名乗る人物が記録に残されている。この二人は科野国造の後裔で伊那郡や小県郡の郡領一族であった。ただし、各地に点在する他田氏については、同じ「他田舎人」であっても祖先が「他田の宮に奉仕する舎人」だったということ以外は示しておらず、必ずしも血統的な同族と特定されるわけではない。
また、承平8年（938年）に東山道を京に向かう平貞盛と追撃してきた平将門の軍勢100騎とが信濃国分寺付近で戦った記録に、戦死者として信濃国小県郡の郡司他田真樹（おさだのまき）の名前が残されている。
後述する他田目古系統など、主に各地の郡衙などに勤める地方役人であったとされるが詳細はわかっていない。9世紀中頃より郡司の権限が国司に集約されるに従って、他田氏の記録も見られなくなっていく。

## 他田目古
有力な他田氏としては、他田目古（目古君）の系統がある。他田舎人部の伴造家となったことから他田舎人直（他田直）を賜った。

## その他
知久氏は他田氏から改名しまた、祖が長田御厨の庄官を勤めたと伝えられる信濃国高井郡発祥の保科氏には「長田は他田に通じるもの」として他田氏出身とする説があり、「信濃史源考」では諏訪氏の庶流としていることから前述の他田目古の系統である可能性もある。